# ریچارد ولزلی

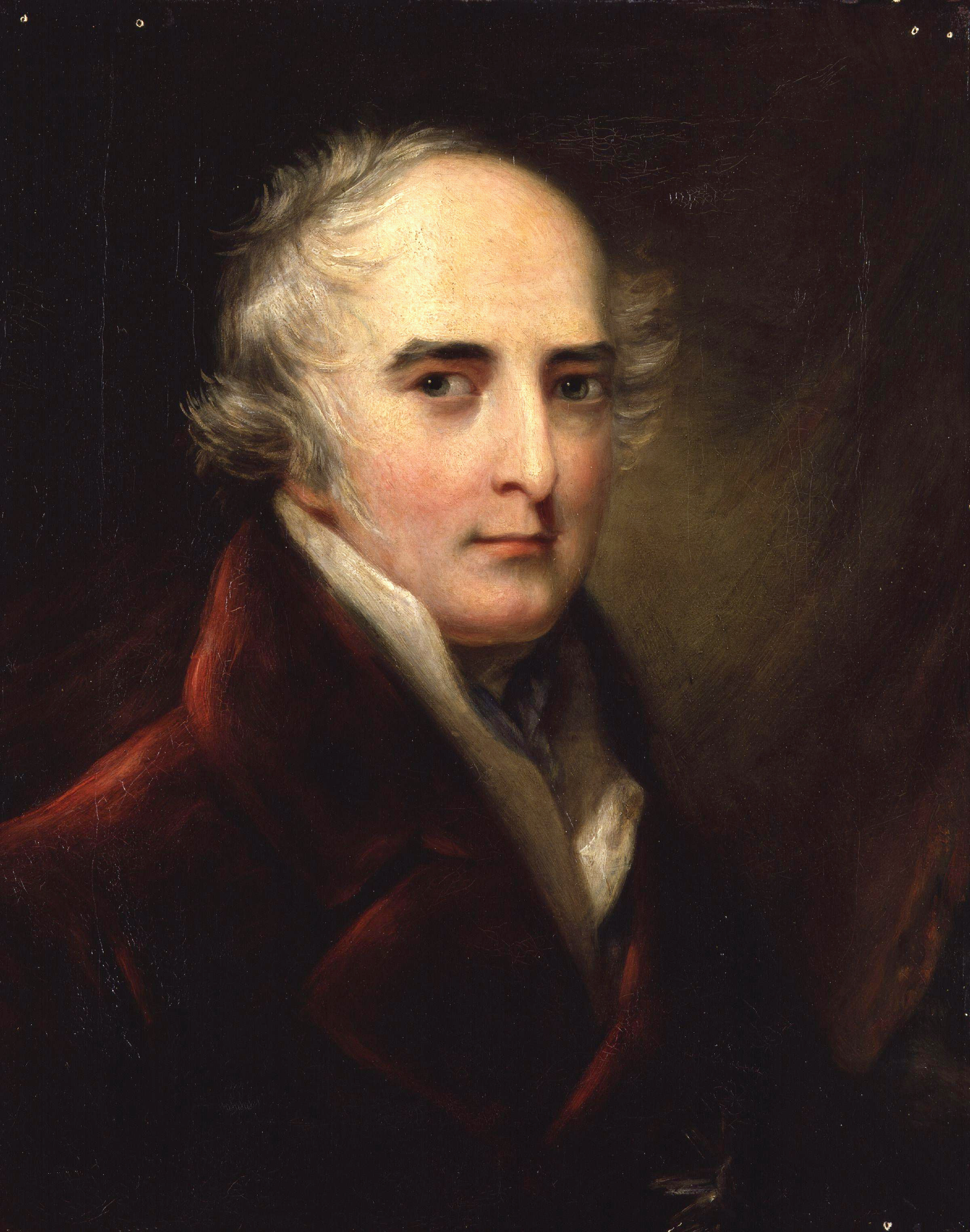
نگاره‌ای از تابلوی چهرهٔ ریچارد مارکوس ولزلی

ریچارد مارکوس ولزلی (۱۸۴۲-۱۷۶۰) زادهٔ ایرلند، سیاست‌مدار و از مدیران استعماری بریتانیا و نایب‌السلطنه هند بود. او جد مادری الیزابت دوم ملکه بریتانیا است.
ولزلی از فرماندهان جنگ علیه امپراتوری اول فرانسه بود و با سیاست‌هایش پایه‌های قدرت کمپانی هند شرقی را مستحکم کرد.